# 菅野ひろゆき
菅野 ひろゆき（かんの ひろゆき、1968年5月8日 - 2011年12月19日）は、日本のゲームデザイナー、シナリオライター。旧名義、剣乃 ゆきひろ（けんの - ）。本名、菅野 洋之（読み同じ）。東京都出身。コンピュータゲーム開発会社・株式会社アーベルの創業者で、同社の初代代表取締役社長を務めた。

## 経歴

### 学生時代
小・中学生の頃は「読書の虫」で、コナン・ドイル、エラリー・クイーン、ディクスン・カーといった児童向けミステリーを読んでいた。中でも『怪盗ルパン』を気に入っており、事件が起き推理し解決するなどのステレオタイプなシークエンスにない、先の読めない展開を評価している。ミステリーを読み尽くすとSFに興味を持ち始め、アシモフなどに熱中する。また幼少時に習っていたピアノも、音楽の授業では常に伴奏するなど得意だった。
中学2年生の時、数学の面白さに目覚め、以降、数学にのめりこむ。
高校時代は、『信長の野望』『ウィザードリィ』『ウルティマ』など国内外のパソコンゲームに熱中する。この時の感動が彼のゲーム観の原点となる。

### シーズウェア時代
高校卒業後（留年等無しなら1987年）から姫屋ソフト入社（1993年）までの経歴は不明。姫屋ソフトでは、同社の新ブランドであるシーズウェアに所属する。
シーズウェアのデビュー作『禁断の血族』では「官能博士」名義でプログラムを担当する。プログラミング自体は経験があったが、ゲームのものは未経験であった為、マウスドライバを自作するなど試行錯誤を重ねることになる。
続く『悦楽の学園』では、プログラムに加え本人の希望でシナリオも担当する。制作期間が2ヶ月ほどしかない中、短期間でゲームを完成させたことに彼は満足していたが、発売後パソコン通信での電子掲示板を見て同作に対する評価が、自分の予想よりもはるかに悪かった事にショックを受ける。特に「デジタルコミックに過ぎない」という評価がこたえたという。その中で、ひろゆきは作り手の苦労などは対価を支払って購入するユーザーには関係がなく、環境の悪さを言い訳にしていたのに気付かされる。これを機に、短い期間でどうしたら面白いゲームを作れるか思案するように考えを改めた彼は、以後シーズウェアのコンテンツにおいて企画・脚本・ゲームデザイン・プログラムを一人で手がけることになる。
そんな環境の中で生み出されたのが『XENON -夢幻の肢体-』『DESIRE 背徳の螺旋』である。『XENON』ではシナリオのオートマッピングを実装する予定だったが開発期間内に間に合わず断念しており、これは後に『YU-NO』で「A.D.M.S」として日の目を見ることになった。翌年、マルチサイトシステムを再び採用した『EVE burst error』が爆発的なヒットを記録する。1997年、『DESIRE』および『EVE burst error』はシーズウェアに残ったスタッフの手によってセガサターンに移植されたが菅野ひろゆきの名前はスタッフロールには載っていない。その後も『EVE burst error』はSS版を基にしたWindows 95版、PlayStation 2専用ソフト『EVE burst error PLUS』、PLUSを基にした18禁版『EVE』、PlayStation Portable専用ソフト『burst error EVE the 1st.』などとしてリリースされ続けたが、ひろゆきはEVEシリーズも含めた全ての続編ゲームに一切関わっておらず、また今後も関わる予定はないと雑誌インタビューで述べていた。

### エルフ時代
『EVE burst error』の発売後に姫屋ソフトを退社し、蛭田昌人の誘いでエルフに入社、取締役に就任する。これにより、シーズウェア時代は2〜4ヶ月ほどしかなかった制作期間に対して、エルフでは8ヶ月もの制作期間を得る。また、プログラマを兼任する必要がなくなり、ゲームデザインやシナリオに専念できる環境を得る。その環境の下で『この世の果てで恋を唄う少女YU-NO』（PC-9801用、1996年12月26日発売）を開発する。
同作は、当初は現代編を序章とし、異世界編を本編とする予定だったが、開発の遅れから現代編を本編とせざるを得なかった。このため、ひろゆき自身は『YU-NO』を駄作と位置づけるが、彼が考案した「A.D.M.S（Auto Diverge Mapping System）」という当時としては画期的なシステムもあり、ユーザーに高く評価された。
その後、蛭田と交互にオリジナル作品をリリースするつもりだったが、セガサターン版『YU-NO』（1997年12月4日発売）の完成をもって、エルフを退社した。一作目で退社した理由はのちの人間が暴露したところによると、完全な人間関係の破綻のようだ。ただ自身の名前剣乃ゆきひろを商標にされるなど、外から見てもトラブルがあったのは明らかではあった。

### アーベル時代
1997年12月、株式会社アーベルを設立し、代表取締役社長に就任。独立の理由は「理想の環境を求めて」だという。コンシューマ市場でオリジナル作品を制作した経験はまだなかったが、『DESIRE』『EVE burst error』『YU-NO』がSSに移植されたことにより、ひろゆきの知名度はコンシューマ市場にも広まっていた。そのため、本人のアーベル設立はゲーム雑誌などでも取り上げられ、話題となる。
1998年11月26日、『エクソダスギルティー』を発売する。同作は10数万本を売り上げたと言われ、セールス的には成功だったが、内容面では賛否両論であった。その後も、『不確定世界の探偵紳士』、『ミステリート 〜不可逆世界の探偵紳士〜』、『十次元立方体サイファー 〜蒼き月の水底〜』、アーベル初のRPG『カード・オブ・デスティニー』など、ゲーム性・ストーリー性を重視した作品を製作している。
特に『ミステリート』は、キャラクター性に特化したコミック的手法を採っており、彼の数ある作品の中で唯一続編を意識した作りになっている。同作は2006年5月にPS2に移植され、「ファミ通」でシルバー殿堂入りとなった。
2002年にはストーンヘッズ創業者・元社長の田所広成と組んで「仄かに視える絶望のmemento ～Remember that I love you.～」（デジアニメ・コーポレイション）を発売。
2009年『ミステリート 〜アザーサイド・オブ・チャーチ〜』発売後は、『MQ 〜時空の覇者〜』を未完成状態で発売したり、新作においてアペンドプログラムをダウンロードしないと最終話をプレイ出来ないなど、作品の内容や質も精彩を欠いたものとなった。後の闘病中には「これを機に、心入れ替えて面白い作品を作ろうかと思ってます」とも語っていた。
2011年の春頃より突如活動を休止する。仕事中に突然倒れて緊急入院し、それが命に関わる大病であるのが発覚し緊急手術を受け、集中治療室で一ヶ月間治療していた事を本人がTwitter上で明かした。その後病院を退院した後、何度かの入退院・手術を繰り返しつつ、闘病しながら開発途中だった『ミステリート２ 〜フェアウェル・エンカウンター〜』をシリーズ完結編としてプロットを練り直していたが、過労から再度体調を悪化させて東京都文京区の病院に緊急入院した。その後は病院で闘病生活を送っていたが容態が急変して危篤状態に陥り、同年12月19日午前11時52分、脳梗塞およびそれに伴う脳内出血のため死去。43歳没。

## 人物・作風
基本的には人見知りだが、丁寧な人物。自身の作品や仕事に対し非常に厳しく拘りも強く、“音声のサンプリング精度について担当会社の社員を呼びつけクレーム”、“『不確定世界の探偵紳士』の主人公：悪行双麻の声優は「子安武人しかいない」と続編制作の際に声優の予約を優先し考えていた”、“販促グッズに非常にうるさく、ダメ出しの嵐”、などのエピソードがある。
一方、口下手で特にアーベル時代はディレクターの遠野ひびきに説明を任せることが多かった。
雑誌などのインタビュー時には、付け髭などで変装するなどの一面もあり、また自身の通夜と葬式を自らプロデュースしていた。
趣味はピアノの演奏と数学。「週刊文春」や話題になった小説、漫画、映画、ゲームをよく読んだりプレイしたりしていた。

### ペンネーム
シーズウェアとエルフに在籍していた時のペンネームは「剣乃ゆきひろ」である。エルフを退社する際、エルフがこの名を商標に出願していることを知り、本名を名乗るようになる。
雑誌インタビューにて「年齢制限を設けた方が表現の自由度が向上する」と語り、作品内では名前を伏せているものの、主に成人向け美少女ゲーム市場でゲームを製作している。その一方、コンシューマ市場においては、「菅野ひろゆき」名義で活動している。最新のアーベル発行の同人本によると、アーベルはCESAに加盟しているメーカーであるから、というのがその理由とのこと。年齢制限を設けたソフトをWindows-PCで販売するときは系列の別会社からとするなど、コンシューマとPCの商品は明確に区分けしている。

### シナリオ・システム
菅野は、自身に最も影響を与えたジャンルにミステリーとSFを挙げている。『YU-NO』や『エクソダスギルティー』に登場する異世界・未来世界などの設定は、漫画家柴田昌弘の世界観を参考にしている。
菅野は大抵の場合、システムを前提にシナリオを考える制作スタイルを取っており、物語はゲームに従属する一要素に過ぎないと述べている。シナリオとシステムの融合を模索し、物語を様々な方向から追う『DESIRE』や『EVE burst error』のマルチサイトシステム、ダンジョンRPGのオートマッピングをヒントにマルチエンディングの新たな可能性を世に示すために考案した『YU-NO』のA.D.M.Sなどが、その成果である。本や映画では不可能な表現を実現するのが目標だという。またゲーム制作の上でのゲーム性に拘り、「プレイヤーの考えが、複数の入力からの取捨選択を経て、1つのレスポンスを得る」という仕組みが重要だと語っている。
創作そのものに関しても、インタラクティブな要素が前提であるとし、雑誌『ファウスト Vol.2』にて「小説を書くことはあるか」という質問に対し、「自分の考える話は陳腐で、本職には適わない」と語り、ピアノに拘ったショパンを例に挙げ「自分のテリトリーで勝負したい」と答えている。仮に小説を書く場合として、HTMLを用いて『街 〜運命の交差点〜』のようなザッピングを試みるか、紙媒体であれば複数の本を使った仕組みなどを挙げ、ゲームブックが本から生まれたように紙媒体においても模索すれば、新たな発見も充分あり得ると述べた。

### 評価・後年への影響
雑誌『ファウスト』編集者の太田克史は、90年から2000年代の美少女ゲームを切り開いたパイオニアの1人として菅野を挙げ、「（『ファウスト』などで）活躍する作家が出てくる土壌を水面下で用意した」と高く評価している。

## 作品

### 剣乃ゆきひろ名義
- 禁断の血族（プログラム）
- 悦楽の学園（脚本・ゲームデザイン・プログラム）
- DESIRE 背徳の螺旋（企画・脚本・ゲームデザイン・プログラム）
- XENON -夢幻の肢体-（企画・脚本・ゲームデザイン・プログラム）
- EVE burst error（企画・脚本・ゲームデザイン・プログラム）
- この世の果てで恋を唄う少女YU-NO（企画・脚本・ゲームデザイン・総合プロデュース）

### 菅野ひろゆき名義
上述の通り、成人向け美少女ゲーム市場で発表している作品では名前を伏せている。
- エクソダスギルティー（企画・脚本・ゲームデザイン）
- カード・オブ・デスティニー（企画・原案・ゲームデザイン・監督[注 5]）
- 十次元立方体サイファー 〜蒼き月の水底〜
  - 十次元立方体 サイファー 〜ゲーム・オブ・サバイバル〜（企画・脚本・ゲームデザイン）
- すくぅ〜る・らぶっ! 〜恋と希望のメトロノーム〜（企画・ゲームデザイン・監督）
- 仄かに視える絶望のmemento 〜Remember that I love you.〜（ストーンヘッズ創業者・田所広成との共作）

探偵紳士シリーズ
- 不確定世界の探偵紳士[注 6]
  - 探偵紳士 DASH!（企画・脚本・ゲームデザイン）
- ミステリート 〜不可逆世界の探偵紳士〜[注 7]
  - ミステリート 〜八十神かおるの事件ファイル〜（企画・脚本・ゲームデザイン）
  - ミステリート 八十神かおるの挑戦!（企画・脚本・ゲームデザイン・監督）
- ミステリート 〜アザーサイド・オブ・チャーチ〜（企画・脚本・ゲームデザイン[注 8]）
- ミステリートF 探偵たちのカーテンコール（企画・原作[30]・シナリオ構成）